# Maarten van Garderen
Maarten van Garderen  (* 24. Januar 1990 in Renswoude) ist ein niederländischer Volleyball- und Beachvolleyballspieler.

## Karriere

### Hallen-Volleyball
Van Garderen begann seine Karriere 2006 bei SSS Barneveld. In der Saison 2011/12 spielte er bei Orion Doetinchem und wurde mit dem Verein niederländischer Meister. Mit der niederländischen Nationalmannschaft gewann der Außenangreifer 2012 die Europaliga. Danach war van Garderen in der zweiten italienischen Liga (A2) bei Corigliano Volley aktiv. Von dort wechselte er zum französischen Erstligisten Beauvais Oise. 2014 wurde er vom deutschen Bundesligisten VfB Friedrichshafen verpflichtet. Mit dem Verein gewann er den DVV-Pokal und die deutsche Meisterschaft. Außerdem spielte er in der Champions League, in der Friedrichshafen die erste Playoff-Runde gegen Resovia Rzeszów erreichte. Da van Garderen sich in Deutschland unterfordert fühlte, wechselte er zum italienischen Erstligisten CMC Ravenna. 2017 ging er weiter zu Pallavolo Modena.

### Beachvolleyball
Van Garderen bildete 2017 ein Beachvolleyball-Duo mit dem Vize-Weltmeister und Olympiateilnehmer Christiaan Varenhorst. Beim Vier-Sterne-Turnier in Rio de Janeiro nahm er erstmals an der FIVB World Tour teil und erreichte den 17. Platz. Anschließend spielten Varenhorst / van Garderen die Turniere in Moskau und Den Haag. In Charkiw gewannen sie das CEV-Satellite-Turnier im Finale gegen die Ukrainer Denyn/Popow. Für die Weltmeisterschaft in Wien erhielten sie eine von drei Wildcards und belegten am Ende den vierten Platz.